# Raifun Vila
Raifun Vila (deutsch Raifun Stadt, auch Rai Foun Bila) ist eine osttimoresische Aldeia im Suco Raifun (Verwaltungsamt Maliana, Gemeinde Bobonaro). 2015 lebten in der Aldeia 1297 Menschen.

## Geographie
Raifun Vila bildet das westliche der zwei Territorien des Sucos Raifun. Es wird im Norden und Osten vom Suco Ritabou begrenzt. Die Ostgrenze bildet der Buloho, ein Nebenfluss des Nunura. Im Westen und Südwesten liegt der Suco Odomau, im Süden die Sucos Holsa und Lahomea. Teile des Nordens der Gemeindehauptstadt Maliana gehören zu Raifun Vila, ebenso der nördlich gelegene Vorort Raifun Vila. Dazwischen dehnen sich nach Westen Reisfelder aus. Die Überlandstraße von Maliana nach Hatolia Vila führt hier durch.
In dem zu Raifun gehörenden Teil Malianas steht das Ginasio Municipal Maliana, das Edifício Solidariedade Sosial Maliana und die Asosiasaun Turizmu Munisipiu Bobonaro. Im Ort Raifun Vila befinden sich der Sitz des Sucos und eine Grundschule.

## Politik
2023 wurde Armando Maia de Araujo zum Chefe de Aldeia gewählt.